# 马来西亚海事学院

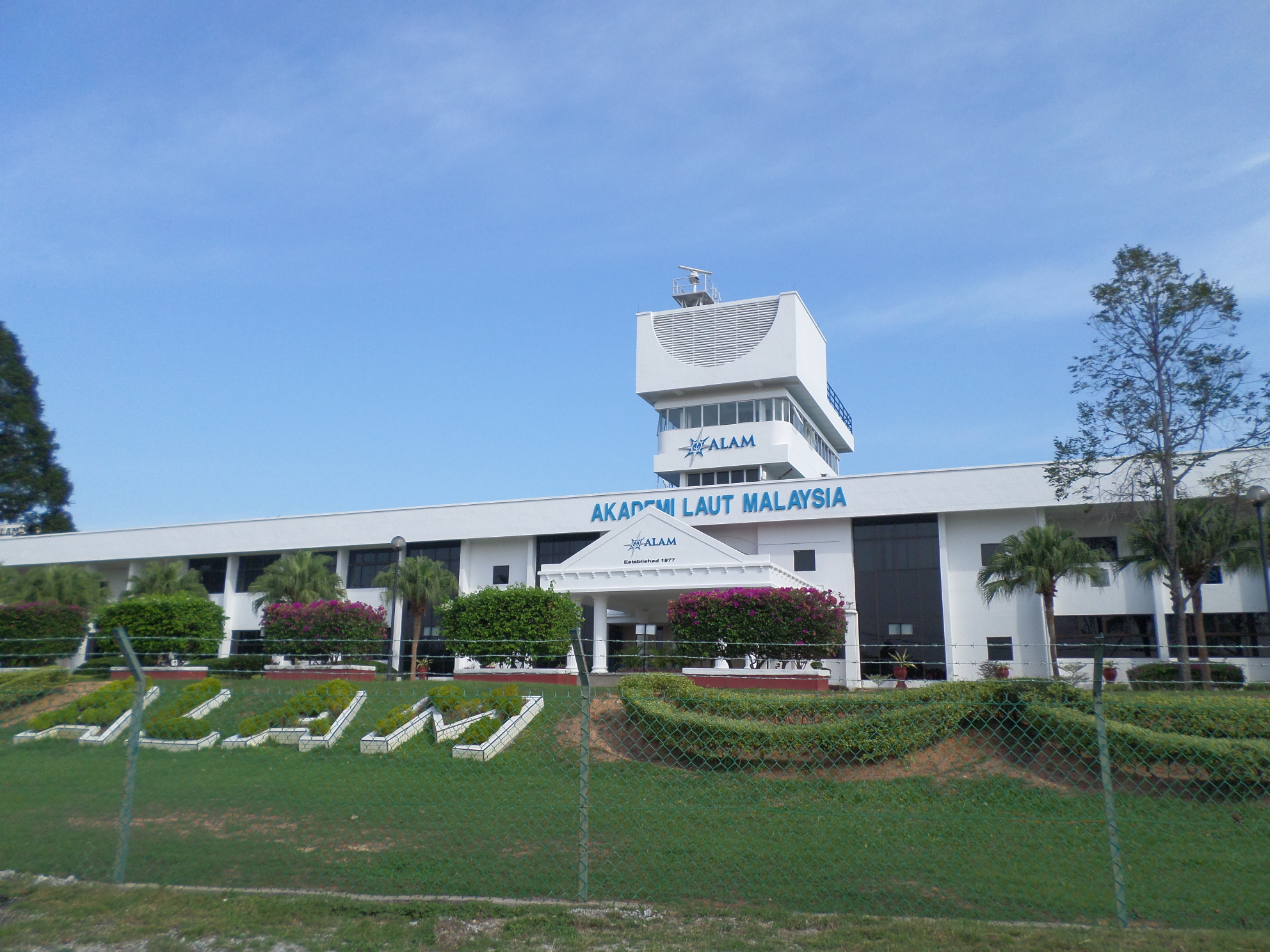
马来西亚海事学院

马来西亚海事学院（英語：Malaysian Maritime Academy）是马来西亚的一所航海学府，位于马六甲市，成立于1976年。1981年获时任首相马哈迪·莫哈末授予政府特许状，升格为学院，受首相署监管。2012年，该学院曾举行国际海事组织（IMO）模拟航海之区域性培训课程。